# Alaksandr Żuraulewicz
Alaksandr Żuraulewicz (biał. Аляксандр Адзiслававiч Жураўлевіч, ur. 28 kwietnia 1963 w Kriemowie w Kraju Nadmorskim, zm. 30 sierpnia 2009 koło Radomia) – białoruski pilot wojskowy pierwszej klasy. Zginął podczas wykonywania figury akrobatycznej podczas pokazów Radom Air Show 2009.

## Życiorys

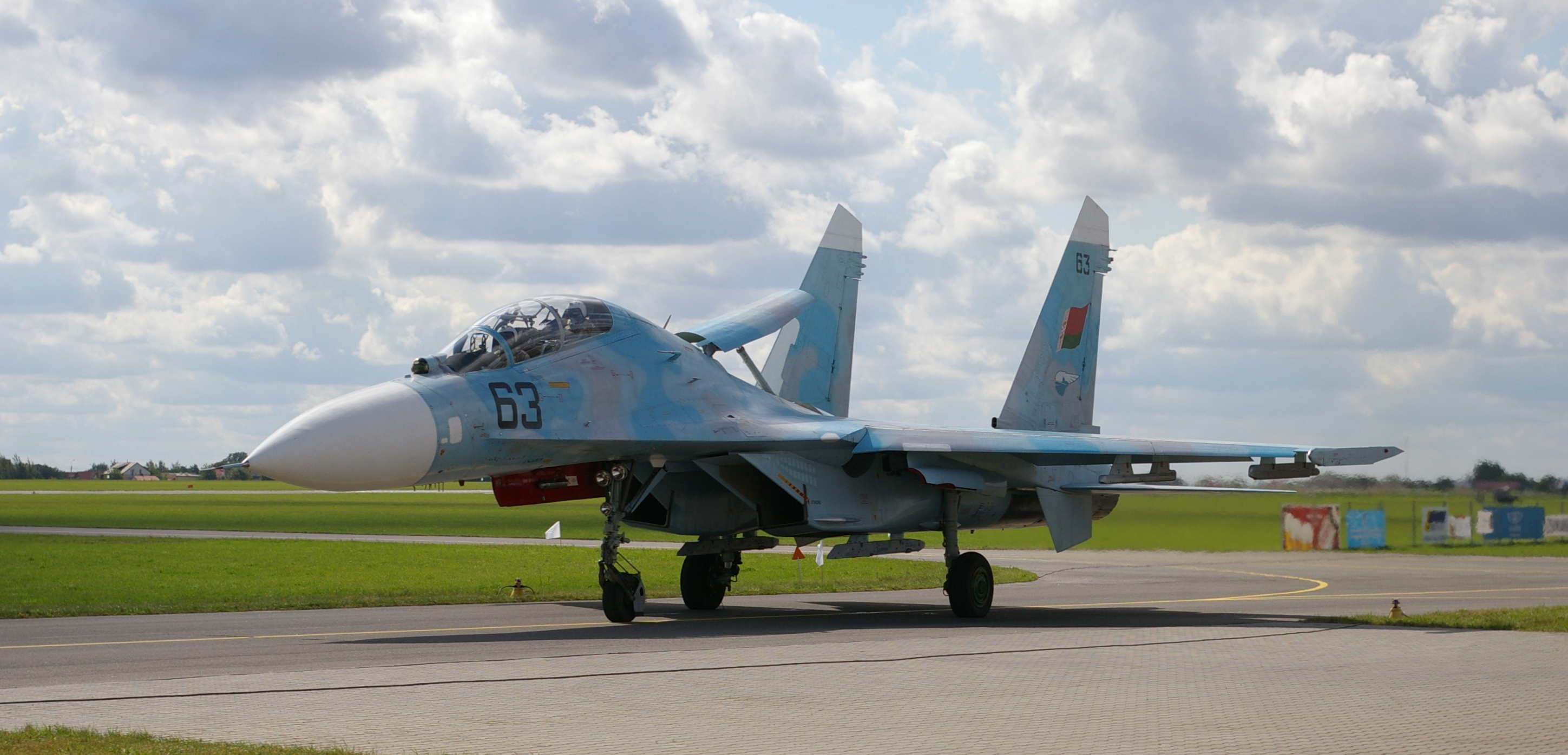
Białoruski Su-27UBM-1 na pokazach w Radomiu 15 minut przed katastrofą

W 1984 skończył Czernichowską Wojskową Szkołę Pilotów. Kierownik drugiej w historii Białorusi akrobacyjnej grupy lotniczej „Skrzydła Białorusi”, założonej na początku 2009 Miał 1620 wylatanych godzin.
30 sierpnia 2009 razem z płk. Alaksandrem Marfickim pilotował Su-27UBM-1 podczas międzynarodowego pokazu lotniczego Radom Air Show 2009 w Radomiu. Podczas wykonywania figury akrobacyjnej (górka i szybkie beczki nanizane) piloci prawdopodobnie utracili orientację przestrzenną wprowadzając samolot przez plecy w nurkowanie na zbyt małej wysokości. Ze stenogramu rozmów radiowych wynika, że piloci otrzymali z wieży polecenie katapultowania się, ale nie wykonali go. Ze względu na fakt, że raport na temat katastrofy został utajniony, nie wiadomo, co było przyczyną takiej decyzji. Białoruska opinia publiczna oraz media uznały, że pilot świadomie nie wykonał rozkazu, ponieważ znajdował się zbyt blisko widzów i zabudowań mieszkalnych. Zamiast tego, poświęcając życie, skierował maszynę w stronę lasu. Samolot upadł w pobliżu lasu za lotniskiem, między wsiami Małęczyn i Maków, ok. 100 m od domów.
Alaksandr Żuraulewicz pozostawił żonę i córkę. Na początku grudnia 2009 każda z rodzin zmarłych lotników otrzymała odszkodowanie z ubezpieczenia w wysokości 30 tysięcy dolarów.

## Odznaczenia
- Order „Za osobistą odwagę” – 2009, pośmiertnie[11]
- Medal „Za nienaganną służbę” I stopnia – 2006[12]
- Medal „Za nienaganną służbę” II stopnia – 1998[13]

## Pamięć
Uroczysty pogrzeb lotników odbył się w Baranowiczach z udziałem ministra obrony Białorusi, Dowódcy Sił Powietrznych Polski oraz arcybiskupa Mirona, prawosławnego ordynariusza Wojska Polskiego.
Mimo niejasności związanych z wypadkiem obaj piloci zostali uznani zarówno na Białorusi, jak i w Polsce za bohaterów. 28 września 2009 Rada Gminy Gózd podjęła uchwałę w sprawie wzniesienia pomnika upamiętniającego tragiczną i bohaterską śmierć załogi białoruskiego myśliwca Su-27. Także we wrześniu 2009 polski muzyk Robert Panek skomponował utwór „Marsz żałobny” ku czci zmarłych pilotów. 26 marca 2010 roku w Kościele Garnizonowym w Radomiu odsłonięto tablicę upamiętniającą wszystkich lotników, którzy w latach 1935–2009 wystartowali z wojskowego lotniska Sadków i zginęli. Tablicę tę, upamiętniającą również Alaksandra Żuraulewicza i Alaksandra Marfickiego, odsłonięto w obecności ataszatu Białorusi w Polsce.
Pomnik upamiętniający białoruskich pilotów myśliwca Su-27 odsłonięto we wsi Małęczyn w dniu 11 kwietnia 2010.